# Osman Sarajewo
Osman Sarajewo – bośniacki klub piłkarski, mający siedzibę w stolicy kraju, mieście Sarajewo. Pierwszy klub w stolicy Bośni i Hercegowiny.

## Historia
Początki zorganizowanej piłki nożnej w Sarajewie wiążą się z wizytą uczniów lokalnej szkoły w Zagrzebiu, gdzie zostali oni zapoznani z przepisami gry. Po powrocie założyli tajne stowarzyszenie sportowe, później funkcjonujące pod nazwą Srednješkolski sport klub. Trenerem piłkarzy został Karl Harmer, a pierwszy mecz rozegrano przeciwko austriackim żołnierzom stacjonującym w Sarajewie. Nazwa „Osman” została rzekomo utworzona przed towarzyskim meczem wyjazdowym z Hajdukiem Split i miała zostać nadana przez jednego z organizatorów, jako odniesienie do bośniackiego pochodzenia rywali. Zawodnicy z Sarajewa przegrali pierwszy mecz z Hajdukiem 1:4, a w drugim zwyciężyli 2:1. W 1912 roku Osman grał dwumecz z HAŠK Zagrzeb, z m.in. Ivo Lipovšćakiem i Vladimirem Šuputem w składzie; pierwsze spotkanie wygrano 6:4, a drugie zremisowano 2:2. Wkrótce później z uwagi na napięcia między chorwackimi i serbskimi członkami klubu doszło do jego podziału i utworzenia podmiotów pod nazwami: Srpski sportski klub (później Slavija Sarajewo) i Hrvatski sportski klub (później SAŠK).